# La Maison à mezzanine
La Maison à mezzanine, sous-titré  Récit d’un peintre, est une nouvelle d’Anton Tchekhov (en russe : Dom s mezoninom).

## Historique
La Maison à mezzanine est initialement publiée dans la revue russe La Pensée russe, livre IV d'avril 1896. C’est une nouvelle où sont abordés des sujets politiques. Elle est traduite aussi en français sous le titre La Maison avec un attique.

## Résumé
Le narrateur, un peintre continuellement oisif, loge chez Bélokourov, un propriétaire terrien. Les deux hommes rendent visite à la famille Voltchaninov : le père est mort, la mère est restée seule avec ses deux filles, la belle et froide Lyda, la jeune et sensible Génia.
Lyda ne fait attention qu'à Bélokourov, elle n’apprécie guère le peintre qu'elle surnomme « le paysagiste ». Elle s’occupe de bonnes œuvres, de politique locale dans le zemstvo. Elle voudrait que Bélokourov la rejoigne dans ses combats, mais ce dernier n’est pas porté sur l’action.
Le peintre fréquente la maison des Voltchaninov. Les journées y sont oisives. Lyda et le narrateur s’opposent fréquemment sur le sort des paysans pauvres. Elle veut soigner les effets de la pauvreté en ouvrant des dispensaires, des écoles. Lui veut agir sur les causes : les hommes abrutis par le travail, la faim, le froid et la peur n’ont pas le temps de penser ; ce qu’il faut, c’est partager le travail entre tous.
Le peintre est amoureux de Génia. Le dernier soir, il la couvre de baisers; mais le lendemain, elle n'est plus là. Lyda a exigé que Génia et sa mère quittent la maison. Il ne la reverra plus.
Des années plus tard, le peintre rencontre Bélokourov : il sait seulement que Lyda a pris le pouvoir au zemstvo, mais n’a aucune nouvelle de Génia. Quand va-t-il la revoir?

## Extraits
- La bonne éducation consiste non pas à ne pas renverser la sauce sur la nappe, mais à ne pas le faire remarquer quand cela arrive à un autre.
- Soigner les paysans pauvres sans être médecin, c’est les tromper, et qu’il est facile de jouer les bienfaiteurs quand on possède deux mille hectares.

## Les personnages
- Le narrateur, peintre, amoureux de Génia.
- Bélokourov, propriétaire terrien, hôte du narrateur.
- Lyda Voltchaninova, vingt-trois ans, belle, autoritaire, voisine de Bélokourov.
- Génia Voltchaninova, dix-sept ans
- Lioubov Ivanovna, maîtresse de Bélokourov.

## Édition française
- La Maison à mezzanine, traduit par Édouard Parayre, révision de Lily Dennis, Bibliothèque de la Pléiade, éditions Gallimard, 1971  (ISBN 2 07 0106 28 4).
- La Dame au petit chien suivi de La Maison à la mezzanine et Le Royaume des femmes, traduit par Gabriel Arout, Ginkgo éditeur [« Petite Bibliothèque slave »], 2022, 154 p. (ISBN 978-2-84679-499-2)